# جهنم برای قهرمانان است
جهنم برای قهرمانان است (انگلیسی: Hell Is for Heroes) فیلمی در ژانر جنگی به کارگردانی دان سیگل است که در سال ۱۹۶۲ منتشر شد.

## خلاصه فیلم
فیلم داستان سربازان جوخه کوچکی را روایت میکند که مجبور می‌شوند در مقابل حملات سنگین نیروهای آلمانی مقاومت کنند...

## بازیگران
- استیو مک‌کوئین در نقش جان ریس
- بابی دارین در نقش دیو کوربی
- فس پارکر در نقش بیل پایک
- جیمز کابرن در نقش فرانک هنشاو
- باب نیوهارت در نقش جیمز دریسکول
- هری گواردینو در نقش جیم لارکین
- لویی ژ. گانیه